# Родніна Лідія Олексіївна
Родніна Лідія Олексіївна (29 вересня 1933, Київ — 10 вересня 2000, Київ) — українська мовознавиця, кандидат філологічних наук з 1970.

## Біографія
Закінчила 1955 Київський університет.
З 1955 працювала в Інституті мовознавства HAH України (з 1975 — старший науковий співробітник), з 1991 — старший науковий співробітник Інституту української мови HAH України.
У 1970 році захистила дисертацію та здобула науковий ступінь кандидата філологічних наук (науковий керівник — професор Леонід Паламарчук).
Померла на 67-му році життя 10 вересня 2000 року.

## Праці
- монографія «Словотвір, синонімія, стилістика» (1982, у співавт.),
- розділ «Суфіксальний словотвір іменників» // «Словотвір сучасної української літературної мови» (1979) та ін.

Одна з укладачів і редакторів «Словника мови Шевченка» (т. 1—2, 1964; Державна премія УРСР, 1989), «Словника української мови» (т. 1-11, 1970-80; Державна премія СРСР, 1983), «Словника синонімів української мови» (т. 1—2, 1999—2000) та ін.